# Gregorio Bobone
Gregorio Bobone (zm. 1202) – kardynał-diakon S. Angelo in Pescheria od  1190, z nominacji Klemensa III. Był spokrewniony z papieżem Celestynem III (1191–1198), za którego pontyfikatu dwukrotnie służył jako legat w Hiszpanii. Uczestniczył w papieskiej elekcji 1191 oraz papieskiej elekcji 1198. Sygnował bulle wydane między 7 grudnia 1190 a 15 lipca 1202. Zmarł krótko po tej ostatniej dacie.